# 徐炘 (政治人物)
徐炘（?—?），清朝政治人物。字文侯，又字晴圃，号吟香，室名吟香書屋。天津人，祖籍浙江宁波鄞县。为徐世昌远祖。

## 生平
出自天津徐氏望族寿岂堂徐氏。天津人，家族祖籍浙江宁波鄞县绕湖桥。父亲徐齡椿。有子徐祖培，徐承埰，徐堦。有孙徐振鎔。 
在乾隆壬子考中举人。乾隆乙卯会试落第，以文理優特赏内阁中书。官至山西巡抚，终光禄寺卿。

## 详细履历
详细年表如下：
- 乾隆60年（1795年）至嘉慶3年（1798年）：担任清廷內閣中書
- 嘉慶3年（1798年）至嘉慶6年（1781年）：因母亲逝世而回乡丁母憂
- 嘉慶6年（1781年）：丁母憂结束后回京师，再次出任內閣中書
- 嘉慶6年（1781年）：出任軍機章京
- 嘉慶6年（1781年）至嘉慶9年（1784年）：因父亲逝世，回乡丁父憂
- 嘉慶9年（1784年），丁父憂结束后回京担任內閣中書
- 嘉慶9年（1784年）：出任軍機處行走
- 嘉慶9年（1784年）至嘉慶14年（1798年）：担任內閣侍讀
- 嘉慶14年（1798年）：出任福建道監察御史
- 嘉慶14年（1798年）至嘉慶19年（1803年）：出任江南河庫道道员
- 嘉慶14年（1798年）：署理江寧布政使
- 嘉慶19年（1803年）：出任江西按察使
- 嘉慶19年（1803年）至嘉慶21年（1805年）：担任湖南按察使
- 嘉慶21年（1805年）至嘉慶25年（1809年）：担任陝西布政使
- 嘉慶25年（1809年）至道光元年（1821年）：担任山東布政使
- 道光元年（1821年）：署理山東巡抚
- 道光元年（1821年）至道光2年（1822年）：担任福建布政使
- 道光3年（1823年）至道光6年（1826年）：担任內閣侍讀學士
- 道光6年（1826年）至道光8年（1828年）：再次担任陝西布政使
- 道光8年（1828年）至道光10年（1830年）：担任山西巡撫
- 道光8年（1828年）至道光10年（1830年）：坐銜兵部侍郎
- 道光8年（1828年）至道光10年（1830年）：坐銜都察院右副都御史
- 道光10年（1830年）至道光11年（1831年）：再次担任湖南按察使
- 道光12年（1832年）至道光13年（1833年）：担任太常寺少卿
- 道光13年（1833年）：奉旨督辦順天府清河賑務
- 道光13年（1833年）：署理光祿寺卿
- 道光13年（1833年）至道光14年（1834年）：担任光祿寺卿
- 道光14年（1834年）：因病乞归获准，致仕

## 著作
著有：
- 《吟香室诗集》（又称《吟香书室诗文集》）
- 《奏议》

刊刻有：
- 刻唐朝孙过庭《书谱》（道光十一年，1831年）